# Little Sitkin Island
Little Sitkin Island (aleutisch: Sitignax̂) ist eine Vulkaninsel der Aleuten und gehört zu den Rat Islands.
Great Sitkin Island, welche nur etwas größer ist als Little Sitkin Island, liegt 295 km östlich entfernt am westlichen Ende des Aleuten-Archipels. Die Caldera des Vulkans, 4,8 km im Durchmesser, erreicht eine Höhe von etwa 1200 m. Eine Besonderheit ist eine zweite Caldera auf etwa 900 m Höhe an der Flanke des Berges.
Von der vulkanischen Aktivität zeugen Fumarolen an der Westküste der Insel. Der letzte bekannte Ausbruch erfolgte 1830.